# Åboravinen
Åboravinen este o arie protejată (arie specială de conservare — SAC, sit de importanță comunitară — SCI) din Suedia întinsă pe o suprafață de 15,9 ha, integral pe uscat.

## Localizare
Centrul sitului Åboravinen este situat la coordonatele 58°46′30″N 16°22′02″E / 58.775°N 16.3671°E.

## Înființare
Situl Åboravinen a fost declarat sit de importanță comunitară în iulie 2000 pentru a proteja 2 specii de plante și 1 specie de animale. Situl a fost protejat și ca arie specială de conservare în martie 2011.

## Biodiversitate
Situată în ecoregiunea boreală, aria protejată conține 3 habitate naturale: Păduri caducifoliate de mlaștină fino-scandinave, Păduri fino-scandinave bogate în ierburi cu Picea abies, Taiga vestică.
La baza desemnării sitului se află mai multe specii protejate:
- plante (2): Buxbaumia viridis, Dichelyma capillaceum
- pești (1): zglăvoacă (Cottus gobio)